# Adda Martesana
L'Adda Martesana è una Zona omogenea della città metropolitana di Milano. Situata a est, coincide sostanzialmente con il territorio storico della Martesana, ossia il bacino dell'omonimo naviglio, che nasce a Trezzo sull'Adda e finisce a Milano, in via Melchiorre Gioia.

## Storia
Il Consiglio della Città metropolitana di Milano, come disciplinato dallo Statuto della stessa e secondo quanto previsto dalla legge costitutiva delle Città metropolitane (Legge 56/2014), nella seduta del 17 settembre 2015 ha approvato la suddivisione l'area metropolitana in 7 Zone omogenee, caratterizzate da specificità geografiche, demografiche, storiche, economiche ed istituzionali. L'Adda Martesana si è andata a costituire sostanzialmente sul territorio storico della Martesana.

## Territorio
La zona omogenea Adda Martesana si compone di 29 comuni:
Basiano, Bellinzago Lombardo, Bussero, Cambiago, Carugate, Cassano d’Adda, Cassina de’ Pecchi, Cernusco sul Naviglio, Cologno Monzese, Gessate, Gorgonzola, Grezzago, Inzago, Liscate, Masate, Melzo, Pessano con Bornago, Pioltello, Pozzo d’Adda, Pozzuolo Martesana, Rodano, Segrate, Settala, Trezzano Rosa, Trezzo sull'Adda, Truccazzano, Vaprio d’Adda, Vignate, Vimodrone.
I maggiori sono:
| Pos. | Stemma | Comune di             | Popolazione (ab) | Superficie (km²) | Densità (ab/km²) | Altitudine (m s.l.m.) |
| ---- | ------ | --------------------- | ---------------- | ---------------- | ---------------- | --------------------- |
| 1º   |        | Cologno Monzese       | 47.714           | 8,4              | 5.684            | 131                   |
| 2º   |        | Pioltello             | 37.031           | 13,09            | 2.829            | 122                   |
| 3º   |        | Segrate               | 35.444           | 17,49            | 2.015            | 115                   |
| 4º   |        | Cernusco sul Naviglio | 34.321           | 13,33            | 2.566            | 133                   |
| 5°   |        | Gorgonzola            | 21.014           | 10,58            | 1.986            | 133                   |

## Società

### Evoluzione demografica
L'Adda Martesana, con i suoi 388.329 abitanti (2017) è la seconda Zona omogenea per popolazione dopo la città di Milano.

### Trasporti
Oltre alle varie linee del bus, gestite principalmente da ATM e NET, l'Adda Martesana è servita dalla linea M2 della metropolitana di Milano e conta diverse stazioni del treno.
È attraversata dall'autostrada A4, con annessa Tangenziale Est, e dall'autostrada A35, anche nota come BreBeMi.
Le principali strade che collegano a Milano, escluse quelle a pedaggio, sono la SP 11 Padana Superiore, la SP 103 Cassanese e la SP 14 Rivoltana.

### Istruzione
All'ospedale Uboldo di Cernusco sul Naviglio ha sede il distaccamento dell'Università degli Studi di Milano del corso di infermieristica.
Sono presenti numerosi istituti superiori di tutti i tipi: i principali sono IIS Niccolò Macchiavelli, ITSOS Marie Curie, LSLS Giordano Bruno, I Leonardo da Vinci, I Guglielmo Marconi, IIS Marisa Bellisario, ITC Jacopo Nizzola, IIS Argentia.

### Cultura
L'Adda Martesana è servita da due sistemi bibliotecari, il Nord Est Milano e il CUBI.
Sono presenti diversi teatri, i principali sono il Teatro Trivulzio, la Casa delle Arti, il Piccolo Teatro Martesana e la Sala Argentia.
L'informazione locale è coperta dai settimanali La Gazzetta della Martesana e La Gazzetta dell'Adda, due testate gestite della medesima redazione con sede a Pessano con Bornago.